# زوران ماروسيك
زوران ماروسيك هو لاعب كرة قدم صربي في مركز الوسط، ولد في 29 نوفمبر 1993 في كرالييفو في صربيا. لعب مع نيمان غرودنو.

## وصلات خارجية
- زوران ماروسيك على موقع قاعدة بيانات كرة القدم.إي يو (الإنجليزية)
- زوران ماروسيك على موقع Soccerway.com (الإنجليزية)
- زوران ماروسيك على موقع عالم كرة القدم.نت (الإنجليزية)